# Iceberg/Skyline
Iceberg è il quattordicesimo singolo del duo musicale italiano Krisma, pubblicato nel 1986 come secondo estratto dal loro sesto album Iceberg.

## Descrizione
Il singolo è stato pubblicato nel 1986 dalla Carosello in formato 12" con numero di catalogo CIX 53 destinato al mercato italiano. Del vinile esistono due edizioni, l'edizione commerciale e l'edizione promo. I brani sono i medesimi per entrambe le edizioni: sul lato a è presente il brano Iceberg, sul lato B il brano Skyline.

## Tracce
1. Iceberg – 5:20 (Krisma)
2. Skyline – 3:55 (Krisma)

Durata totale: 9:15

## Crediti

### Formazione
- Christina Moser - voce
- Maurizio Arcieri - sintetizzatore

### Personale tecnico
- Claudio Dentes - produzione discografica
- Ale Gerini - grafica copertina